# Takanobu Okabe
Takanobu Okabe (n. 26 octombrie 1970, Shimokawa⁠(d), Prefectura Hokkaidō, Japonia) este un săritor cu schiurile ce a reprezentat Japonia, medaliat olimpic. A participat la 3 ediții ale Jocurilor Olimpice (1994, 1998, 2006) în care a câștigat o medalie de aur și o medalie de argint.